# Halimuraenoides isostigma
Halimuraenoides isostigma är en fiskart som beskrevs av A. L. Maugé och Bardach, 1985. Halimuraenoides isostigma ingår i släktet Halimuraenoides och familjen Pseudochromidae. Inga underarter finns listade i Catalogue of Life.